# Eudonia puellaris
Eudonia puellaris  (лат.) — вид чешуекрылых насекомых из семейства огнёвок-травянок. Распространён на юге Приморского края и в Японии. Размах крыльев 13—23 мм. Передние крылья беловато-коричневые. Бабочки встречаются с июня по июль.